# 国土交通省都市局
国土交通省都市局（こくどこうつうしょう としきょく）は、国土交通省の内部部局一つ。都市再生、まちづくりや地域づくりの推進などの役割を担っている。

## 主な所掌事務
- 都市や地域の整備に関すること
- 都市の防災など都市の安全確保に関すること
- まちづくりに関すること
- 土地区画整理事業や市街地再開発事業などの市街地整備に関すること
- 街路事業に関すること
- 緑地保全や都市緑化、都市公園などに関すること
- 景観や歴史まちづくりに関すること

## 組織
- 局長
- 大臣官房審議官(都市)
- 大臣官房審議官(都市生活環境)
- 大臣官房技術審議官(都市)
  - 総務課
    - 国際室
    - 企画官
    - 都市企画調整官
    - 都市政策推進官
    - 海外プロジェクト推進官

  - 都市政策課
    - デジタル情報活用推進室
    - 都市環境政策室
    - 都市政策企画調整官

  - 都市安全課
    - 都市防災対策企画室
    - 都市安全対策官

  - まちづくり推進課
    - 都市開発金融支援室
    - 国際競争力強化推進官
    - まちづくり調整官

  - 都市計画課
    - 都市計画調査室
    - 都市機能誘導調整室
    - 土地利用調整官
    - 施設計画調整官
    - 環境計画調整官
    - 開発企画調整官

  - 市街地整備課
    - 市街地整備制度調整室
    - 再開発事業対策官
    - 拠点整備事業推進官

  - 街路交通施設課
    - 街路交通施設企画室
    - 街路事業調整官
    - 街路交通施設安全対策官

  - 公園緑地・景観課
    - 緑地環境室
    - 景観・歴史文化環境整備室
    - 公園緑地事業調整官
    - 公園利用推進官
    - 国際緑地環境対策官

## 歴代局長
| 代 | 氏名       | 在任期間                      | 前職                                                         | 後職                                                                          |
| -- | ---------- | ----------------------------- | ------------------------------------------------------------ | ----------------------------------------------------------------------------- |
| 1  | 加藤利男   | 2011年7月1日 - 2012年9月11日  | 国土交通省都市・地域整備局長                                 | 内閣官房内閣審議官（内閣官房副長官補付） （命）内閣官房地域活性化統合事務局長 |
| 2  | 川本正一郎 | 2012年9月11日 - 2013年8月1日  | 国土交通省住宅局長                                           | 内閣官房内閣審議官（内閣官房副長官補付） （命）内閣官房地域活性化統合事務局長 |
| 3  | 石井喜三郎 | 2013年8月1日 - 2014年7月8日   | 国土交通省大臣官房付                                         | 国土交通審議官                                                                |
| 4  | 小関正彦   | 2014年7月8日 - 2015年7月31日  | 東日本高速道路株式会社執行役員事業開発本部副本部長           | 辞職                                                                          |
| 5  | 栗田卓也   | 2015年7月31日 - 2018年7月31日 | 国土交通省大臣官房審議官（総合政策局、土地・建設産業局担当） | 国土交通省総合政策局長                                                        |
| 6  | 青木由行   | 2018年7月31日 - 2019年7月9日  | 国土交通省大臣官房建設流通政策審議官                         | 国土交通省土地・建設産業局長                                                  |
| 7  | 北村知久   | 2019年7月9日 - 2020年7月21日  | 国土交通省大臣官房建設流通政策審議官                         | 内閣官房内閣審議官（内閣官房副長官補付）                                      |
| 8  | 榊真一     | 2020年7月21日 - 2021年7月1日  | 国土交通省大臣官房総括審議官                                 | 内閣府政策統括官（防災担当）                                                  |
| 9  | 宇野善昌   | 2021年7月1日 - 2022年6月28日  | 国土交通省道路局次長                                         | 国土交通省大臣官房長                                                          |
| 10 | 天河宏文   | 2022年6月28日 - 2024年7月1日  | 国土交通省大臣官房総括審議官                                 | 国土交通審議官                                                                |
| 11 | 内田欽也   | 2024年7月1日 - 2025年7月1日   | 内閣官房内閣審議官（命）内閣官房船舶活用医療推進室長         | 辞職                                                                          |
| 12 | 中田裕人   | 2025年7月1日 - 現職           | 国土交通省大臣官房土地政策審議官                             |                                                                               |